# Indigofera sebungweensis
Indigofera sebungweensis är en ärtväxtart som beskrevs av Jan Bevington Gillett. Indigofera sebungweensis ingår i släktet indigosläktet, och familjen ärtväxter. Inga underarter finns listade i Catalogue of Life.